# ویلیام ریچارد موریس
ویلیام ریچارد موریس (به انگلیسی: William Richard Morris) (زاده ۱۰ اکتبر ۱۸۷۷ - درگذشته ۲۲ اوت ۱۹۶۳) کارآفرین، بازرگان و مدیر ارشد اجرایی بریتانیایی بود، که در سال ۱۹۱۲ شرکت موریس موتورز را تأسیس نمود.